# San Pedro Ayampuc
San Pedro Ayampuc est une ville du Guatemala située dans le département de Guatemala.